# Cal Metge (Cornellà del Terri)
Cal Metge és una casa de Cornellà del Terri (Pla de l'Estany) inclosa a l'Inventari del Patrimoni Arquitectònic de Catalunya.

## Descripció
Edifici urbà de planta rectangular, estructurat en tres crugies paral·leles, perpendiculars a la façana principal. L'accés a la casa se situa a la crugia central. Les parets estructurals són de maçoneria feta amb pedra de Banyoles.
L'edifici es desenvolupa en planta baixa i dues plantes superiors a les quals s'hi accedeix per una escala situada al fons de la crugia central. La coberta és de teula àrab i orientada a una sola vessant. Les cantonades de l'edifici estan fetes amb carreus de pedra de Banyoles. Del mateix material són els brancals i llindes de les obertures. El pis del balcó està format per una llosana emmotllurada de pedra de Banyoles i les baranes són de ferro.

## Història
A la llinda de la porta principal hi ha la inscripció: "LLORENS COROMINAS, 26 DE 9 BRE 1855".